# Bassin de vie
En France, un bassin de vie est un territoire, généralement le plus petit possible, sur lequel les habitants ont accès aux mêmes offres d'équipement et de services courants.

## Définition
Selon la Délégation interministérielle à l'aménagement du territoire et à l'attractivité régionale (Datar), c'est un « territoire présentant une cohérence géographique, sociale, culturelle et économique, exprimant des besoins homogènes en matière d'activités et de services ». L'Institut national de la statistique et des études économiques (Insee) définit un bassin de vie comme le « plus petit territoire sur lequel les habitants ont accès aux équipements et services les plus courants ».
Sa délimitation se base sur le flux migratoire quotidien de la population ; en ce sens le bassin de vie peut être rapproché de l'aire urbaine. À la différence du bassin d'emploi, le bassin de vie prend en compte « la capacité d'attraction des équipements et services publics et privés (transport, enseignement, santé, action sociale) » de la ville principale. Un bassin de vie peut donc être considéré comme l'espace délimité par l'aire d'influence d'une ville.
C'est en 2003 que cette notion devient aux yeux de l'Insee une catégorie statistique. L'objectif de l'institut est de « pouvoir mieux caractériser l’espace à dominante rurale ».

## Zonage
Selon l'Insee, il existe en France, durant l'année 2007, 1 916 zones qualifiées de « bassins de vie », parmi lesquelles 171 qui ont pour pôle une agglomération de plus de 30 000 habitants, quand les 1 745 autres zones sont issus d'un territoire estimé comme « plus petit », voire « une commune rurale ». Philippe Julien, le directeur d'études sur ce sujet, désigne ces derniers comme les « bassins de vie des bourgs et petites villes ».
L’évolution de la France et des critères affinés poussent l'institut de statistiques à une mise à jour en 2012 des bassins de vie. Leur nombre est réduit à 1 666 (soit 250 de moins que huit ans auparavant) dont 1 287 qualifiés de ruraux.
Le nouveau zonage en bassins de vie (2022) définit 1707 bassins de vie (26 dans les départements d'outre-mer) qui structurent le territoire national, dont 1256 dans l'espace rural. Près du tiers de la population vit dans ces bassins de vie ruraux.